# Amphinema globogona
Amphinema globogona is een hydroïdpoliep uit de familie Pandeidae. De poliep komt uit het geslacht Amphinema. Amphinema globogona werd in 2008 voor het eerst wetenschappelijk beschreven door Xu, Huang & Gua. 